# 채기영
채기영(1995년 9월 1일 ~ )은 전 KBO 리그 한화 이글스의 외야수이다.

## 한국 독립야구 시절

### 고양 원더스시절
2014년 9월 초 갑작스러운 구단주의 해체 선언으로 많은 선수들이 방황하던 중 11월 말 오키나와 마무리 캠프가 진행 중 이였던 한화 이글스에서 입단 테스트 기회를 얻어 합격했다.

## 한국 프로야구 시절

### 한화 이글스시절
2015년 데뷔 이후 별다른 활약을 하지 못하디기 그 해 9월 임의 탈퇴 후 입대했다. 그 후 2017년 10월 19일 현역 복무를 마치고 복귀했다.

## 출신 학교
- 서울봉천초등학교
- 선린중학교
- 선린인터넷고등학교